# Петлюк, Иосиф Матвеевич
Ио́сиф Матве́евич Петлю́к (20 февраля 1897, Немировка, Волынская губерния — 26 сентября 1968, Москва) — санитарный инструктор кавалерийского эскадрона 62-го гвардейского кавалерийского полка 16-й гвардейской Черниговской кавалерийской дивизии 7-го гвардейского кавалерийского корпуса 61-й армии Центрального фронта, гвардии старшина медицинской службы, Герой Советского Союза.

## Биография
Родился 20 февраля 1897 года в семье крестьянина. Русский. Окончил начальную школу.
После победы Октябрьской революции ушёл добровольцем в ряды Красной Армии, воевал на фронтах Гражданской войны. По окончании боёв работал плотником в городе Кизыл-Арват Красноводской области Туркмении. Работал десятником строительной бригады на станции Кавказская.
Вновь в Красной Армии с сентября 1941 года. На фронтах Великой Отечественной войны с 1942 года. Воевал в составе 112-й Башкирской кавалерийской дивизии.
Санинструктор кавалерийского эскадрона гвардии старшина медицинской службы Иосиф Петлюк в ночь на 28 сентября 1943 года в составе взвода на подручных средствах преодолел реку Днепр у села Нивки Брагинского района Гомельской области Белоруссии. За 15 дней санинструктор вынес с поля боя и переправил на левый берег пятьдесят раненых бойцов с их оружием.
Указом Президиума Верховного Совета СССР «О присвоении звания Героя Советского Союза генералам, офицерскому, сержантскому и рядовому составу Красной Армии» от 15 января 1944 года за «образцовое выполнение боевых заданий командования на фронте борьбы с немецкими захватчиками и проявленными при этом отвагу и геройство» гвардии старшине медицинской службы Петлюку Иосифу Матвеевичу присвоено звание Героя Советского Союза с вручением ордена Ленина и медали «Золотая Звезда» под номером 3282.
В 1944 году после тяжёлого ранения И. М. Петлюк долго лечился в госпитале. После выздоровления был назначен командиром взвода в школу санитарных инструкторов города Горбатово Горьковской области.
После войны младший лейтенант медицинской службы Петлюк И. М. — в запасе, а затем в отставке. Жил в Москве. Работал старшим лаборантом в Московском высшем техническом училище имени Баумана. Скончался 26 сентября 1968 года. Похоронен в Москве на Николо-Архангельском кладбище (участок 52).

## Память
- Надгробный памятник на Николо-Архангельском кладбище.